# Ruby Tew
Ruby Tew, née le 7 mars 1994, est une rameuse néo-zélandaise.

## Palmarès

### Championnats du monde
| Discipline | Chungju 2013 Corée du Sud | Amsterdam 2014 Pays-Bas | Aiguebelette 2015 France |
| ---------- | ------------------------- | ----------------------- | ------------------------ |
| Huit       |                           |                         | Argent                   |